# معاملة المثليين في البرتغال
تحسنت حقوق المثليات والمثليين ومزدوجي الميول الجنسية والمتحولين جنسياً (اختصاراً: LGBT) في البرتغال بشكل كبير، وتعتبر حاليا بأنها من بين الأكثر تقدما في أوروبا وفي العالم. بعد فترة طويلة من الاضطهاد خلال ديكتاتورية سالازار، أصبح المجتمع البرتغالي متقبلا بشكل متزايد للمثلية الجنسية،  التي تم تقنينها وإلغاء تجريمها في عام 1983،  بعد ثماني سنوات من ثورة القرنفل. لدى البرتغال قوانين واسعة النطاق ضد التمييز وهي واحدة من الدول القليلة في العالم التي تحتوي على حظر للتمييز على أساس التوجه الجنسي في المادة 13 من دستورها. في 5 يونيو 2010، أصبحت البلد الثامن في العالم للاعتراف بزواج المثليين. في 1 مارس 2011، وقع الرئيس على «قانون الهوية الجندرية»، والذي يُقال أنه واحد من أكثرها تقدمًا في العالم، مما يبسّط عملية تغيير الجنس وتغيير الاسم للأشخاص المتحولين جنسياً. وتم السماح بتبني المثليين للأطفال منذ 1 مارس 2016.
بالرغم من أن الدولة لاتزال متأثرة بالكنيسة الرومانية الكاثوليكية، إلا أنها أصبحت أكثر ليبرالية من ناحية قوانينها ومن ناحية الرأي العام فيما يتعلق بالتوجه الجنسي والهوية الجندرية. تشير استطلاعات الرأي إلى أن أكثر من 60% من البرتغاليين يؤيدون زواج المثليين وأن 70% يعتقدون أن على مجتمع المثليين التمتع بجميع الحقوق المتساوية لغير المثليين. لدى لشبونة وبورتو حضور واضح للمثليين، مع العديد من حانات مثليي الجنس والنوادي الليلية وأماكن أخرى، وكذلك مسيرات فخر المثليين السنوية.

## قانونية النشاط الجنسي المثلي
تم تقنين وإلغاء تجريم النشاط الجنسي المثلي لأول مرة في عام 1852، تحت حكم الملكة ماريا الثانية
والملك فرديناند الثاني، ولكن تم تجريمه مرة أخرى في عام 1886، تحت حكم الملك لويس الأول، وأصبحت البرتغال تدريجيا أكثر قمعية تجاه المثليين جنسيا حتى وطوال سنوات الدكتاتورية. تم في عام 1983 إلغاء تجريم النشاط الجنسي المثلي مرة أخرى، وتمت المساواة في السن القانونية بين العلاقات الجنسية المثلية والعلاقات الجنسية المغايرة على سن 14 عامًا في عام 2007.

## الاعتراف القانوني بلعلاقات المثلية
اعترفت البرتغال ب«اتحاد الأمر الواقع» منذ 5 مايو 2001، وبزواج المثليين منذ 5 يونيو 2010. تم تشربع زواج المثليين في ظل الولاية الثانية للحكومة الاشتراكية لجوزيه سوكراتيس، ومرر البرلمان البرتغالي بدعم من اليساريين الآخرين. كما يتم منح الأزواج المثليين جميع حقوق الأزواج المغايرين. تم تعديل القانون الجنائي في عام 2007 المساواة في السن القانونية بين العلاقات الجنسية المثلية والعلاقات الجنسية المغايرة وتجريم العنف المنزلي في العلاقات المثلية، وبالتالي مساواة المعاملة مع الأزواج المغايرين.

## التبني وتنظيم الأسرة
منذ عام 2016، سمح القانون البرتغالي بتبني الأطفال من قبل الأزواج المثلية. وقبل هذا الإصلاح، مُنع الأزواج المثليون والمثليات من حضانة الأطفال، رغم وجود العديد من الأحكام القضائية التي تسمح للأطفال بالعيش مع الأزواج المثليين.
في الماضي، اضطرت البرتغال إلى دفع غرامة بسبب تصريحات معادية للمثلية الجنسية من محكمة حكمت ضد حق والد مثلي الجنس في حضانة ابنته. وقد تلقت المحكمة الأوروبية لحقوق الإنسان القضية وحكمت لصالح الأب في عام 1999، مطالبة بإعطاء حق الحضانة له وإصدار عقوبة للبلاد.
في مارس/آذار 2011، صادق الرئيس على «قانون الهوية الجندرية»، والذي لا يفرض، من بين أمور أخرى، التعقيم بالنسبة للمتحولين جنسياً، ويعترف بالأبوة البيولوجية المثلية وذلك فيما يتعلق بحالات النساء المتحولات جنسيا من المثليات أو مزدوجات التوجه الجنسي اللاتي يحتفظن بالمني قبل العلاج والجراحة لكي يقمن بالإنجاب مع أزواجهن أو زوجاتهن، وخلق حالة قانونية تعترف تماما بالأطفال الذين لديهم آباء بيولوجيون مثليون ومثليات جنسيا.
في 17 مايو 2013، رفض البرلمان مشروع قانون يسمح للأزواج المثليين بتبني الأطفال، في تصويت 104 صوتا لصالحه مقابل 77 صوتا ضده (104-77). وفي نفس اليوم، وافق البرلمان في قراءته الأولى على مشروع قانون يسمح لأحد الشريكين بتبني الطفل البيولوجي للشريك الآخر. ولكن تم رفضه في قراءته الثانية في 14 مارس 2014، بتصويت 107 صوتا لصالحه مقابل 112 صوتا ضده (107-112). تم تقديم مشاريع القوانين الأخرى في 16 يناير 2015 التي تمنح حقوق التبني للأزواج المثلية وحقوق الحضانة، وكذلك التلقيح الاصطناعي في المختبر للزوجات المثلية، تم تقديمها في البرلمان من قبل أحزاب المعارضة الاشتراكية واليسارية. في 22 يناير، رفض البرلمان المقترحات.
في 20 نوفمبر 2015، وافق البرلمان على 5 مشاريع قوانين تسمح بتبني المثليين للأطفال في القراءات الأولى. تم إرسال مشاريع القوانين إلى لجنة الشؤون الدستورية والحقوق والحريات والضمانات. في 16 ديسمبر، دمجت اللجنة مشاريع القوانين في مشروع واحد وصوتت للموافقة عليه. في 18 ديسمبر، وافق البرلمان على مشروع القانون في التصويت الثانئ النهائي. استخدم الرئيس حق النقض ضد مشروع القانون في 23 يناير 2016، مع الإعلان عن القرار في 25 يناير. في 10 فبراير 2016، تم تجاوز حق النقض من قبل البرلمان. تم نشره في الجريدة الرسمية في 29 فبراير. دخل القانون حيز التنفيذ في اليوم الأول من الشهر الأول بعد نشره (أي 1 مارس 2016).
في 13 مايو/أيار 2016، مرر البرلمان مشروع قانون يمنح الزوجات المثليات حق الحصول على تقنيات التلقيح بالمساعدة. ووقع عليه الرئيس مارسيلو ريبيلو دي سوزا في 7 يونيو. تم نشر القانون في الجريدة الرسمية البرتغالية في 20 يونيو، ودخل حيز التنفيذ في اليوم الأول من الشهر الثاني بعد النشر (أي 1 أغسطس 2016).
تم حظر تأجير الأرحام بشكل صريح بموجب قانون تم تبنيه في عام 2006. في عام 2016، مرر البرلمان البرتغالي قانونًا يسمح بتأجير الأرحام في ظروف محدودة، مثل في حالة ولادة المرأة بدون رحم.

## الهوية الجندرية والتعبير
التمييز القائم على الهوية الجندرية غير قانوني في البرتغال.
في مارس/آذار 2011، وقع الرئيس على «قانون الهوية الجندرية»، الذي يسمح للأشخاص المتحولين جنسياً بتغيير جنسهم القانوني في شهادات ميلادهم.
في 19 كانون الثاني/يناير 2015، صوّت البرلمان البرتغالي على إدراج الهوية الجندرية كأساس للحماية ضد التمييز في مجال التوظيف. وأضيفت الهوية الجندرية إلى التوجه الجنسي والعديد من الأسباب الأخرى في فقرات عدم التمييز الواردة في قانون العمل البرتغالي. بالإضافة إلى ذلك، تم منذ عام 2013 حظر جرائم الكراهية على أساس الهوية الجندرية. 
في 24 أيار/مايو 2016، قدمت الكتلة اليسارية مشروع قانون للسماح للمتحولين جنسيا بتغيير جنسهم القانون فقط على أساس الاختيار الشخصي. تم تقديم مشاريع قوانين مماثلة من قبل حزب «الشعب-الحيوانات-الطبيعة» لمن قبل الحكومة في نوفمبر 2016 ومايو 2017، على التوالي. تم دمجهم في مشروع قانون واحد من قبل لجنة برلمانية، وبعد ذلك وافق عليه البرلمان في 13 أبريل 2018. في 9 مايو، قام الرئيس باستخدام حق النقض (الفيتو) ضد مشروع القانون. في 12 يوليو، مرر البرلمان مشروع القانون مع تغييرات فيما يتعلق بالتحول الجنسي من قبل القصر الذين تتراوح أعمارهم بين 16 و 17، التي اقترحها الرئيس في رسالة حق النقض. هذه المرة، وقع الرئيس على القانون في 31 يوليو، وتم نشره في الجريدة الرسمية في 7 أغسطس 2018 ودخل حيز التنفيذ في اليوم التالي.
يسمح القانون للشخص البالغ بتغيير جنسه القانوني دون أي متطلبات. ويمكن للقاصرين الذين تتراوح أعمارهم بين 16 و 17 سنة أن يفعلوا ذلك بموافقة الوالدين ورأي نفسي، مما يؤكد أن قرارهم قد اتخذ بحرية ودون أي ضغط خارجي. كما يحظر القانون التمييز المباشر وغير المباشر على حد سواء على أساس الهوية الجندرية، والتعبير الجنسي، وخصائص الجنس، ويحظر محاولات تصحيح الجنس غير الرضائية و/أو التدخلات الطبية الجراحية التعسفية على الأطفال ثنائيي الجنس.

## الحماية من التمييز وقوانين جرائم الكراهية

خريطة البرتغال القارية مع علم فخر المثليين

في عام 2003، دخلت قوانين مكافحة التمييز القائم على أساس التوجه الجنسي في التوظيف حيز التنفيذ فيما يتعلق بثلاثة تدابير خاصة: الحصول على العمل والتوظيف، والحماية من التمييز في العمل، ومكافحة التحرش الجنسي. منذ عام 2004، يحظر الدستور أي شكل من أشكال التمييز على أساس الميول الجنسية، مما يجعل البرتغال واحدة من الدول القليلة في العالم التي تنص على حظر التمييز القائم على التوجه الجنسي في دستورها.  دخل قانون العقوبات الجديد حيز التنفيذ في عام 2007، مما عزز التشريع المناهض للتمييز إلى أبعد من ذلك بكثير. يحتوي قانون العقوبات على عدة أحكام تتعلق بالتوجه الجنسي في ثلاثة جوانب: الاعتراف بالعلاقات المثلية من خلال الحماية بنفس وسائل حماية العلاقات المغايرة، مثل مكافحة العنف المنزلي والقتل؛ تساوي المساواة في السن القانونية بين العلاقات الجنسية المثلية والعلاقات الجنسية المغايرة؛ اعتبار التوجه الجنسي ظرفًا مشددًا في جرائم القتل وجرائم الكراهية.
في عام 2013، أصدر البرلمان البرتغالي قانونًا يضيف «الهوية الجندرية» إلى نصوص جرائم الكراهية في قانون العقوبات.
في عام 2015، وافق البرلمان البرتغالي بالإجماع على إجراء يتخذ رسميا في 17 مايو «يومًا وطنيًا ضد رهاب المثلية ورهاب التحول الجنسي». وبهذا، قام البرلمان «بالالتزام بالالتزامات الوطنية والدولية لمكافحة رهاب المثلية ورهاب التحول الجنسي».

## الخدمة العسكرية
تسمح البرتغال لجميع المواطنين بالخدمة بشكل علني في الجيش بغض النظر عن التوجه الجنسي، حيث يحظر الدستور صراحة أي تمييز على هذا الأساس. وبالتالي، يمكن للمثليات والمثليين ومزدوجي ومزدوجات التوجه الجنسي أن يخدموا في الجيش على قدم المساواة مع الرجال والنساء المغايرين.
في أبريل 2016، استقال قائد القوات المسلحة البرتغالي الجنرال كارلوس جيرونيمو، بعد أيام من استدعائه لشرح التعليقات حول الجنود المثليين التي أدلى بها نائب رئيس الكلية العسكرية. قبل الرئيس مارسيلو ريبيلو دي سوزا استقالة جيرونيمو، الذي تولى منصب رئيس الأركان في عام 2014. وجاءت الاستقالة بعد أن اعترف أنطونيو جريلو، نائب رئيس الكلية العسكرية، بأنه نصح آباء الطلاب العسكريين الشبان في الجيش البرتغالي بسحب أبنائهم إذا كانوا مثليين «لحمايتهم من الطلاب الآخرين». واعتبر وزير الدفاع ازيريدو لوبيز أي تمييز «غير مقبول على الإطلاق».

## الاعتراف باللجوء
منذ 30 أغسطس 2008، تم الاعتراف بالتوجه الجنسي والهوية الجندرية كأساس لتقديم طلب اللجوء.

## التبرع بالدم
في عام 2010، وافق البرلمان بالإجماع على مبادرة الكتلة اليسارية للسماح للرجال المثليين ومزدوجي التوجه الجنسي بالتبرع بالدم. تم تنفيذ الاقتراح في النهاية من قبل معهد الدم البرتغالي في أكتوبر 2015، وسيتم إصدار فترة تأجيل لمدة ستة أشهر أو سنة واحدة. ولكن، تأخر تنفيذ الاقتراح. في أواخر سبتمبر 2016، أصبحت القواعد الجديدة سارية المفعول وتسمح للرجال المثليين ومزدوجي التوجه الجنس بالتبرع بالدم بعد فترة تأجيل من عدم ممارسة الجنس مدتها سنة واحدة.

## ظروف المعيشة

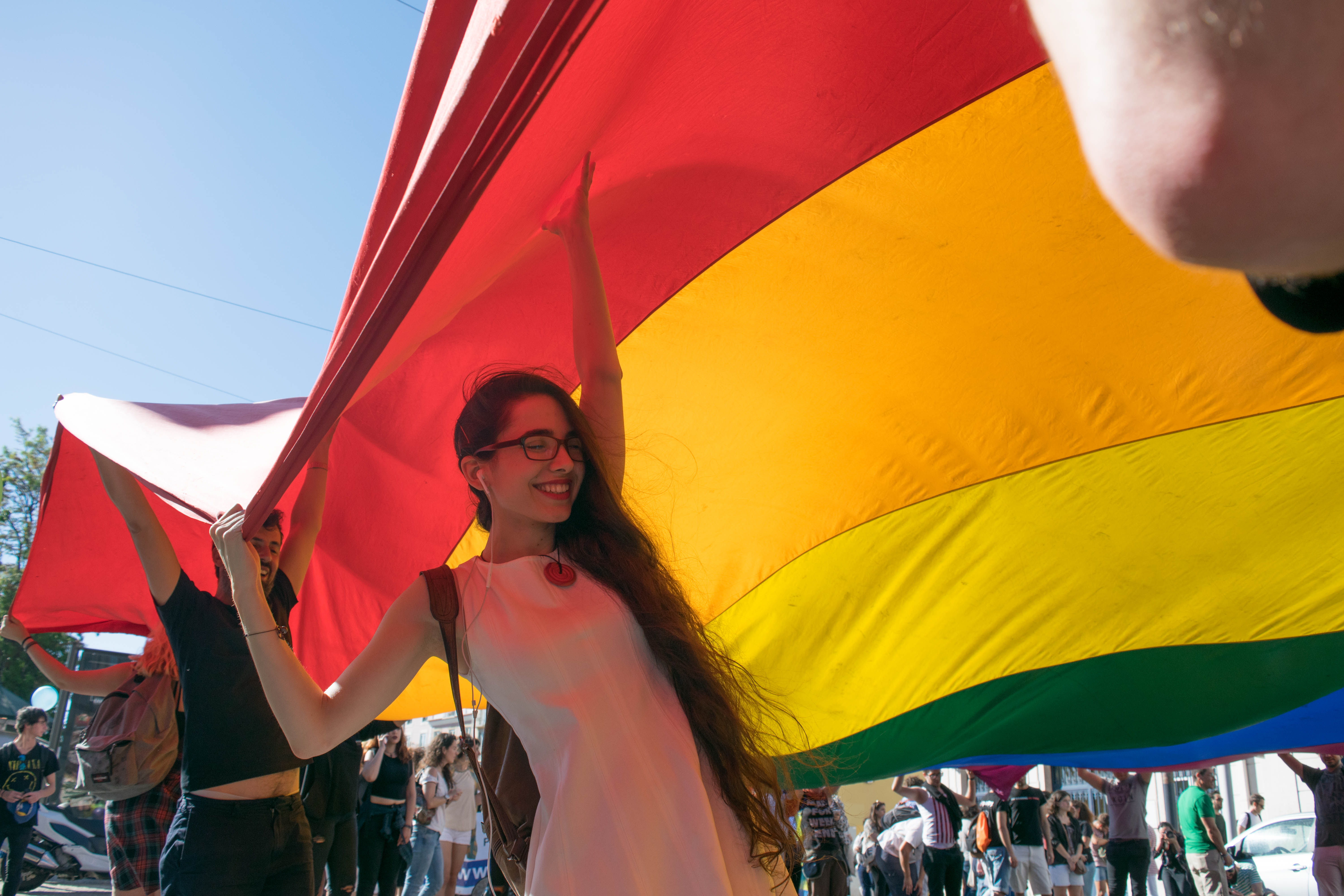
مسيرة فخر المثليين في لشبونة

على الرغم من أن هناك العديد من حالات التمييز العام ضد الأشخاص من مجتمع المثليين، يوجد حضور قوي للمثليين في لشبونة، وبورتو وفي المدن السياحية الرئيسية في منطقة الغرب، مثل فارو، لاغوس، ألبوفيرا وتافيرا، مع العديد من الحانات، والنوادي الليلية والشواطئ المخصصة للمثليين. ولدى المدن الصغيرة والمناطق الأخرى مثل أفيرو، ليريا، كويمبرا، براغا، ايفورا وماديرا مجتمعات مثليّة أكثر سرية، غير مرئية للعيان. في لشبونة، يتم تجمع معظم الأعمال الصديقة لمجتمع المثليين حول حي «بايرو ألتو» (Bairro Alto) والأحياء «برنسيب ريال» و «شيادو» المجاورين. في كل من لشبونة وبورتو، هناك أيضًا مسيرات فخر للمثليين سنوية تجذب الآلاف من المشاركين والمتفرجين. تستضيف مدينة لشبونة أيضًا أحد أكبر مهرجانات الأفلام المتعلقة بالمثليين في أوروبا (Queer Lisboa) وهو مهرجان لشبونة السينمائي للمثليين والمثليات. تحظى بعض الشواطئ البرتغالية بشعبية بين الأشخاص المثليين، مثل الشاطئ 19، بالقرب من كوستا دا كاباريكا، وشاطئ باريل للعراة (وهو شاطئ رسمي للعراة) أو شاطئ Cacela Velha، وكلاهما بالقرب من تافيرا.

## الرأي العام

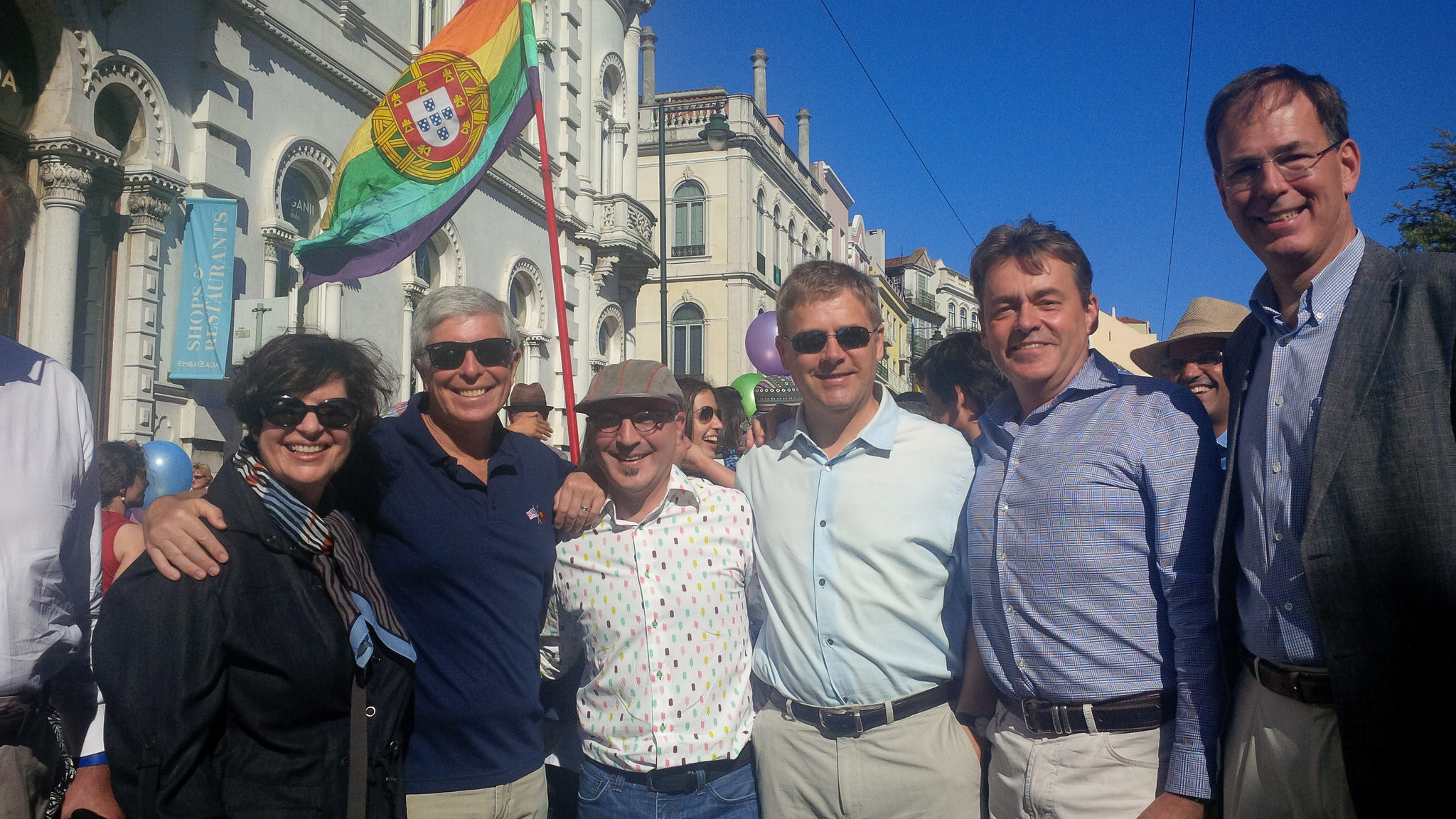
من اليسار السفيرة الإسرائيلية تزيبورا ريمون، السفير الأمريكي روبرت شيرمان، السفير الكندي جيفري ماردر، السفير الدنماركي مايكل سور، السفير البلجيكي بودويوين ديريفماركر، والسفير الهولندي غوفرت دي فروي، وقد حضروا لمسيرة فخر المثليين في لشبونة في عام 2016

أظهر استطلاع يوروباروميتر نشر في أواخر عام 2006 أن 29% فقط من البرتغاليين يؤيدون زواج المثليين وبأن 19% منهم يؤيدون تبني المثليين للأطفال (وكان متوسط النتائج على مستوى الاتحاد الأوروبي 44% و 33% على التوالي).
تغيرت الآراء المتعلقة بزواج المثليين إلى حد كبير في عام 2009 مع مناقشة مشروع قانون زواج المثليين. كشفت دراسة أجرتها «الجامعة الكاثوليكية» في البرتغال أن 42% من البرتغاليين يؤيدون زواج المثليين، وأظهر استطلاع آخر أجرته «يوروسوناغم» و«راديو رينيسينكا» و «أس آي سي تي في» و«صخيفة إكسبرسو» أن حوالي 52% من البرتغاليين يؤيدون زواج المثليين. أظهر استطلاع أجرته مؤسسة «أنغوس ريد» في 11 يناير 2010 أن 45.5% من المشاركين في الاستطلاع يؤيدون زواج المثليين، لكن كان ذلك أقل من نسبة المعارضين التي بلغت 49.3%.
أظهر استطلاع يوروباروميتر الذي تم نشره في عام 2015 أن تأييد زواج المثليين قد ارتفع بشكل كبير إلى مانسبته 61%.
لم تتغير الآراء حول تبني المثليين للأطفال بشكل ملحوظ في الوقت الذي تم فيه تمرير قانون زواج المثليين: أيد 21.7% فقط التبني، بينما عارض 68.4% منهم ذلك. ولكن، في عام 2014، خلال نقاش مبادرة البرلمان لتشريع تبني أحد الشريكين للطفل البيولوجي للشريك الآخر، أظهرت استطلاعات الرأي أن أغلبية البرتغاليين يؤيدون حقوق تبني أحد الشريكين للطفل البيولوجي للشريك الآخر وحقوق التبني الكاملة.

### يوروباروميتر
فيما يلي نسبة المستجيبين في البرتغال الذين اتفقوا مع البيانات التالية في تقرير يوروباروميتر الخاص لعام 2015 بشأن التمييز. العمود الأخير في الجدول هو التغيير من بيانات يوروباروميتر لعام 2006 حيث تم سؤال المستجيبين للبيان المختلف قليلاً «يجب السماح بزواج المثليين في جميع أنحاء أوروبا».
| الدولة العضو | "يجب أن يحصل الأشخاص المثليون والمثليات على جميع الحقوق التي يتمتع بها المغايرون" | "لا يوجد أي شيء خاطئ في علاقة جنسية بين شخصين مثليين" | "يجب السماح بزواج المثليين في سائر أوروبا" | التغيير منذ عام 2006 على السؤال الأخير |
| ------------ | --------------------------------------------------------------------------------- | ----------------------------------------------------- | ------------------------------------------ | -------------------------------------- |
| البرتغال     | 71%                                                                               | 59%                                                   | 61%                                        | +32                                    |

## ملخص

العلم غير الرسمي لمجتمع المثليين البرتغالي

| قانونية النشاط الجنسي المثلي                                                             | (بين عامي 1852 و 1886؛ منذ عام 1983)                             |
| المساواة في السن القانوني للنشاط الجنسي                                                  | (منذ عام 2007)                                                   |
| قوانين مكافحة التمييز في التوظيف                                                         | (منذ عام 2003)                                                   |
| قوانين مكافحة التمييز في توفير السلع والخدمات                                            | (منذ عام 2004)                                                   |
| قوانين مكافحة التمييز في جميع المجالات الأخرى (تتضمن التمييز غير المباشر، خطاب الكراهية) | (منذ عام 2007)                                                   |
| قوانين مكافحة أشكال التمييز المعنية بالهوية الجندرية                                     | (منذ عام 2013)                                                   |
| زواج المثليين                                                                            | (منذ عام 2010)                                                   |
| الاعتراف القانوني بالعلاقات المثلية                                                      | (منذ عام 2001)                                                   |
| السماح للشخص العازب بالتبني بغض النظر عن التوجه الجنسي                                   | Yes                                                              |
| تبني أحد الشريكين للطفل البيولوجي للشريك الآخر                                           | (منذ عام 2016)                                                   |
| التبني المشترك للأزواج المثليين                                                          | (منذ عام 2016)                                                   |
| يسمح للمثليين والمثليات ومزدوجي التوجه الجنسي الخدمة علناً في القوات المسلحة              | (منذ عام 1999)                                                   |
| يسمح للمتحولين جنسيا الخدمة علناً في القوات المسلحة                                       | No                                                               |
| الحق بتغيير الجنس القانوني                                                               | (منذ عام 2011)                                                   |
| عدم إلزامية الخضوع لجراحة إعادة تحديد الجنس لتغيير الجنس القانوني                        | (منذ عام 2018)                                                   |
| حماية القاصرين ثنائيي الجنس من التدخلات الطبية التعسفية                                  | (منذ عام 2018)                                                   |
| الحصول على أطفال أنابيب للمثليات                                                         | (منذ عام 2016)                                                   |
| الأمومة التلقائية للطفل بعد الولادة                                                      | (منذ عام 2016)                                                   |
| تأجير الأرحام التجاري للأزواج المثليين من الذكور                                         | (محظور على جميع الأزواج بغض النظر عن التوجه الجنسي)              |
| إلغاء تصنيف المثلية الجنسية كمرض                                                         | (منذ عام 2003)                                                   |
| السماح للرجال الذين مارسوا الجنس الشرجي بالتبرع بالدم                                    | / (منذ عام 2016: فترة تأجيلية بعد سنة واحدة من عدم ممارسة الجنس) |